# Михаило Илић (мајор)
Михаило Илић или мајор Илић (Јагодина, 26. новембар 1845 — Јавор, 5. септембар 1876) један је од Јаворских јунака, српски официр, војни писац, научник и преводилац. Говорио је немачки, руски и француски језик и био члан Српског ученог друштва. Његова дела служила су као уџбеници за војне школе. Погинуо је у борбама на Јанковом врху (1.492 мнв), на Јавору, код Ивањице, у Првом српско-турском (Јаворском) рату. Његов гроб се налази на Новом гробљу у Београду.

## Биографија
Михаило Илић је рођен 26. новембра 1845. у Јагодини, од мајке Јелице и оца Николе Илића, сина Илије и блиске рођаке војводе Стевана Јаковљевића. Преци Михаила Илића воде порекло из околине Прокупља . Отац је био трговац и еснафски мајстор обућарства, власник фирме. Имао је своју кућу и радњу у Папуџијској чаршији. Михаило је крштен у јагодинској цркви. Пет година касније 1850, рођен је и његов брат Владимир. Њихов брат од ујака био је генералштабни мајор Павле Ђорђевић (5. кл. Војне академије)

#### Школовање
Четворогодишњу основну школу је похађао у родном месту 1852—1856. Био је добар ђак, али изузетно немиран.
По завршетку основне школе, упркос лошем материјалном стању, да би деца наставила школовање, њихови родитељи су продали кућу у Јагодини и преселили се у Београд. Тамо је Михаило уписан у Прву београдску гимназију. Као син сиромашних родитеља, у школи коју су углавном похађала деца имућних родитеља, Михаило се уозбиљио и посветио књизи. и
По завршетку петог разреда гимназије, због лоше материјалне ситуације, а живећи у доба великог националног препорода, када су многи образовани младићи маштали о војном позиву и само неколико месеци после Преображенске скупштине, уписао се у Артиљеријску школу, касније названој Војна академија, и постао питомац шесте класе. У овој петогодишњој школи студирао је од 1861. до 1866. Наставници Артиљеријске школе били су најобразованији српски официри.
Студирао је у веома бурно време, када су се заоштравали односи са Турцима. После догађаја на Чукур чесми дошло је до крвавих обрачуна. Његов отац је у овим сукобима међу првима тешко рањен, а од задобијених рана је умро 15. јуна 1862. После очеве погибије, Михаило је постао глава породице и морао да издржава мајку и болесног брата.
Још за време школовања стекао је неколико чинова. У чин каплара је произведен 24. априла 1863, затим је 24. марта 1864. унапређен у чин поднаредника, а 14. новембра 1865. у чин наредника, да би по завршетку Артиљеријске школе 29. новембра 1866. године добио чин генералштабног потпоручника. Школу је завршио као 11 у класи, од 17 питомаца шесте класе, који су студије завршили, за три места ниже од Радомира Путника, друга из класе.

#### Служба
По завршетку школовања, распоређиван је на различите дужности. Био је командир пешадијског, а затим пионирског вода у Београду, командир вода у IV пољској батерији, штабни официр ужичког, затим рудничког вода, а онда ађутант београдске пешадијске бригаде стајаће војске. Често су га слали преко границе, у опасне и поверљиве мисије. На лето 1875. послат је да прегледа бојишта француско–пруског рата, по налогу Војног министарства, да би га врло брзо после тога вратили на границу Ужичког округа,због босанско–херцеговачког устанка и зато што је већ сасвим добро познавао тај крај.Са границе на Јавору,он је извештавао Врховну команду о покретима турских војних формација, која су тада, у освит првог српско–турског рата била врло учестала. Током службе је напредовао и по чиновима. Тако је 13. јануара 1870. године добио чин генералштабног поручника, па затим 1874. чин генералштабног капетана друге класе.

#### Породица
Са двадесетогодишњом Савком Пироћанац, ћерком јагодинског капетана Стевана Недељковића - Пироћанца и сестром Милана Пироћанца оженио се 30. маја 1872. године у Београду. Њих двоје су следеће године добили ћерку Јелену. После његове смрти Савка се поново удала за Павла Јуришића Штурма, а у 32. години умрла. Јелена је после тога, као девојчица постала штићеница краљице Наталије Обреновић. Касније се удала за поручника Милутина Мишковића и родила шесторо деце, од тога 4 сина и они су сви завршили Војну академију, двојица од њих погинула су у Првом светском рату. Јелена је доживела дубоку старост. Умрла је у Београду 1965. године.

#### Друга интересовања
По сведочењима његових савременика, био је врло цењен у Ужичком округу, где је познавао готово сва села и озбиљно се залагао да помогне мештанима. Такође се активирао око Ужичког читалишта, у то време центар културног и друштвеног живота у Ужицу, чији је књижевни фонд садржао пар стотина књига, као и све дневне листове Кнежевине Србије.
Посебно га је занимала војна литература: немачка, француска и руска, коју је редовно читао. И сам је објављивао своје радове, прво у тада једином, односно најстаријем српском војном часопису „Војин“ (основан 1864). Овај часопис је у периоду од 1867. до 1869. године објавио десетак његових чланака, од којих су посебно занимљиви „Писменост у нашој војсци“ (1868) и „Нешто о географском склопу ужичког округа“ (1869). Касније је писао за научни део часописа „Отаџбина“, где 1875. године има два објављена чланка: „Предео с ону страну Шара, топограф. војничке и путничке црте“, у коме је описао пут до Солуна и утиске о њему:
Колико год сам Турских вароши у приморју видео, све су на мене готово исти утисак учиниле. Кад се погледају с мора идући к њима на тешкој трговачкој лађи, ништа нема на свету лепше од овога погледа: кубета и мунарта, некакве ћошке и чардаци, особито дивно изгледају. Но кад се у саму варош зађе, онда са свим противно осећање обузима путника, који овуда први пут пролази. Тако је било мени са Солуном.
 и на крају закључио:
Нема ни трага од живота онога, који Солун заслужује по своме положају на мору, на добром пристаништу у дно Суеца и у дно најбогатијих долина Балканског полуострва. У Солуну се данас само по метежу осећа да је он на средокраћи од толико народа и живота. Све је овде остављено за будуће, као што и читава ова земља нема ништа друго осим славне прошлости и будућности, којој фатално доћи мора.
А други чланак „Путови у југозападној Србији, са једном скицом“ је написао, како и сам каже из следећег разлога:
Наша земља и ако се вазда старала да развије своје путове, још је у овом смислу далеко од тога да буде готова с тим. Но у овом погледу планински наши крајеви са свим природно још су најоскуднији у добрим друмовима, те сам стога и узео на себе задатак да изложим мисли своје овде о једноме мени добро познатом делу; веројетно не ће бити без икакве користи.
мислећи притом на Чачански и Ужички округ. Исте године 1875. израдио је карту североисточне Херцеговине, док је у часопису Српског ученог друштва „Гласник“, објављена његова репортажа под називом „Моравска клисура међу Овчаром и Кабларом“, коју је започео овако:
Кад навале топли летњи дани, кад по доловима и шумама затрепери загријани ваздух, врло често повили жеља у здравом човеку да у прве слободне часове јурне кудгод у брда, да се надише свежа ваздуха и да се нагледа лепих погледа. Друг је у таквим приликама што и брат. А ја сам у томе био особито сретан прошлог лета. Од дужега времена стајаше један мој добар пријатељ у врлетима овчарским, и једно он а друго и то да посетим ове усамљене стране, где још никад не бијах, у час обрнуло ме је тамо.
а затим на занимљив начин описао пределе и места кроз која је прошао, утиске о њима и успут забележио важне детаље, топографска имена, податке о временској удаљености, надморској висини, оријентацији и др.
Штампано је и десетак књижица историјског и војно стручног карактера, са његових предавања, у Београду 1876. године. Бавио се и превођењем. Један од његових обимнијих превода са немачког, „Путовање кроз поречину Дрине и Вардара“ од Јохана Џорџа вон Хана (енгл. Johann Georg von Hahn) (1811—1869), који се занимао за албанску историју, културу и језик.
Због доприноса српској културни и науци, Српско учено друштво га је изабрало за дописног члана 6. фебруара 1870. године, а за редовног члана је изабран 14. јуна 1875. године.

#### Српско-турски рат
У оквиру припрема за Први српско-турски рат, највећа пажња посвећена је оспособљавају војске за рат, тако да је још у априлу 1876. године у Београду образован Ратни савет. Он је био задужен и за припрему плана о развоју почетних операција, на основу кога су формиране четири војске: Тимочка под командом пуковника Милојка Лешјанина, Моравска са генералом Черњајевим на челу, Дринска под заповедништвом Ранка Алимпића и Ибарска под командом Фрање Заха, док је врховни командант био Милан Обреновић, а начелник штаба био је пуковник Јован Петровић. Ибарска војска, је требало да одигра важну стратегијску улогу: да с полазних положаја на Јавору продру према Сјеници, Новој Вароши и Новом Пазару.
Међутим, већ после дванаестодневног ратовања постало је јасно да српска војска није имала много успеха. Основни разлог лежао је у чињеници да је Србија била слабија од Турске, по оружју, бројности и обучености војске. Осим тога, српска војска није имала искуства, нити је навикла на дисциплину, није била увежбана за брзе маршеве, маневре, ни јурише, није знала како да се заштити од непријатеља, а заузету територију лако је напуштала. Оскудевало се са официрима, јер су они школовани били углавном распоређени по штабовима, док руски официри, добровољци, нису довољно познавали језик, ни терен, па су чинили тактичке грешке. У Србију су долазили добровољци, највише из Русије, где је јавно мњење било веома расположено да помогне српском народу. Међутим док су две братске државе Србија и Црна Гора водиле рат против Османског царства, цареви Аустро-угарске и Русије, састајали су и и разговарали о исходу овог ратног сукоба на Балкану и договарали о томе како би се поделиле територије, када се рат заврши.
Што се тиче продора Ибарске војске, њу је Зах распоредио по фронту ширине 150 километара, да оперише сама, без подршке. Турци су са друге стране, имали одлично овде имали јако добро утврђену одбрану, што српска у току операција у Рашкој области овде је изостало садејство између српске и црногорске војске, будући да је црногорски књаз Никола главнину своје војске упутио у Херцеговину, не би ли успео да прошири своје границе у Херцеговини и према средњем Јадрану, пошто је уговором о савезу са Србијом већ био обезбедио знатне територијалне добитке у тој области.
Поразна је била Калипољска битка, која се одиграла на Ивандан 6. јула 1876, у којој је први пут дошло до великог окршаја. За капетана Илића то је било прво ватрено крштење, са задатком да оперише десном обалом Ибра. За три дана успео је да очисти Ибарску клисуру од Рашке до Митровица. Но, главни део војске који је требало да продре из Рашке на Нови Пазар, под вођством Илије Антића - Чолака, није успео да изврши свој задатак и одступио је без битке тако да је Илић, морао да се врати на полазни положај због повлачења главне колоне, пошто је остао усамљен, у дубини непријатељског распореда. Због овог неуспеха смењен је командант Ибарске војске генерал Зах, који је био одговоран за распоред, а на његово место постављен је потпуковник Илија Чолак – Антић, који је после Заха био најстарији по чину, а Илић је предложен за мајора.
После неуспеха српске офанзиве на Ибарском фронту, Турци су брзо прешли у противнапад с циљем да се преко Јавора, који су онда били заузели, долином Моравице, пробију према Чачку, у долину Западне Мораве и тако угрозе позадину главних српских снага на Моравском војишту. Велики турски противнапад на српске положаје на Јавору, командант Ибарске војске потпуковник Илија Чолак – Антић, је схватио као сигуран пораз и захваћен паником наредио је повлачење. Његов штаб се први повукао ка Кушићима, што је изазвало велику забуну међу војском и официрима.
Захваљујући храбрости и вештини команданата какви су били мајор Михаило Илић, потпуковници Петар Борисављевић и Јеврем Вукосављевић, српска војска се ипак прибрала и у августу зауставила турску војску, одбранила границу на Јаворском фронту и заштитила позадину војске на главном бојишту. Илић се посебно истакао у бици на Погледу од 9. августа 1876, због чега је већ 14. августа унапређен у чин генералштабног мајора. После тога је отишао у Чачак на краће одсуство, код мајке, а при повратку је постао командант Ужичке бригаде II класе, која је 3. септембра добила за задатак да помогне Јеврему Вукосављевићу, команданту ариљског батаљона, који је с муком држао положаје на Чемерници. Крвава борба, која се се водила до касно у ноћ, завршила се победом Српске војске.
Илићева намера после тога била је да искористи расположење својих војника и крене у напад на Јавор. Поделио их је у две нападне колоне. Прва је, под командом капетана Симе Мичина, требало да нападне и заузме Василин врх, највишу тачку Јавора, док је друга колона, коју је предводио он сам, требало да заузме Јанков вис. Предвидео је и учешће још једне помоћне колоне, која би демонстративно напала Јавор с центра, као и помоћ једне пољске батерије. Но ова помоћ није стигла. Увидевши то, одлучио је да крене без ње и када се подигао да позове војнике у напад, погодило га је пушчано зрно. Место на коме се то десило зове се „Илићев крш“.
Погинуо је 5. септембра 1876. године, као командант Ужичке бригаде II класе.
Његово тело пребачено је затим у Ужице. Првобитно је сахрањен на гробљу на Ташмајдану у Београду, код Цркве Св. Марка, а по изградњи Новог гробља, његов гроб је пребачен тамо. Између два светска рата над гробом је подигнут обелиск са натписом: Ђенералштабном мајору Михаилу Илићу –
Јаворском јунаку – Захвална отаџбина.

## У његову част
Кнез Милан Обреновић га је посмртно одликовао Таковским крстом на прсима.
У Београду, Ужицу, Пожеги, Јагодини, Новој Вароши, Ивањици и Ваљеву, постоје улице са именом мајора Илића. Од 1962. године, основна школа у селу Кушићи, код Ивањице, носи име мајора Илића.
На Јавору, где се некад налазила српско-турска граница, на узвишици изнад бивше царинарнице, налази се споменик мајору Илићу, подигнут 1907. године. Поред споменика је и гробље српских војника изгинулих на Калипољу.